# Ennio Arlandi
Ennio Arlandi (Tortona, 21 gennaio 1966) è uno scacchista italiano, Maestro Internazionale dal 1987.
Ha rappresentato l'Italia in numerose manifestazioni scacchistiche internazionali.

## Biografia
Tra i suoi migliori risultati si ricordano il secondo posto al campionato mondiale cadetti del 1981 e due medaglie d'oro alle Olimpiadi degli scacchi per il miglior risultato individuale: la prima nel 1988 con 5,5 punti su 7 come riserva, poi nel 1994 con 7,5 punti su 9 come terza scacchiera. Il suo bilancio completo delle partite disputate durante le olimpiadi è di 40 vittorie, 32 patte e 26 sconfitte.
Nel 2000 a Saint-Vincent conquista il titolo di Campione italiano individuale ed è per sette volte campione italiano a squadre (1982, 1998, 1999, 2005, 2006, 2009 e 2010). In particolare nel 1998 militava nella squadra di Montecatini e nella finale contro il VIMAR Marostica ha ottenuto il punto decisivo in quarta scacchiera contro Ortega, mentre le altre partite della sfida sono terminate in parità.
Il suo record personale nel rating mondiale lo ottiene nella classifica FIDE di novembre 1992 dove totalizza 2541 punti Elo .